# Viana do Alentejo
Pour les articles homonymes, voir Alentejo (homonymie).
Viana do Alentejo est une municipalité (en portugais : concelho ou município) du Portugal, située dans le district d'Évora et la région de l'Alentejo.

## Géographie
Viana do Alentejo est limitrophe :
- au nord, de Montemor-o-Novo,
- au nord-est, de Évora,
- à l'est, de Portel,
- au sud-est, de Cuba,
- au sud, de Alvito,
- au sud-ouest et à l'ouest, de Alcácer do Sal.

## Démographie
| 1801  | 1849  | 1900  | 1930  | 1960  | 1981  | 1991  | 2001  | 2011  |
| ----- | ----- | ----- | ----- | ----- | ----- | ----- | ----- | ----- |
| 1 298 | 3 493 | 5 065 | 7 814 | 9 237 | 6 188 | 5 720 | 5 615 | 5 743 |

## Subdivisions
La municipalité de Viana do Alentejo groupe 3 freguesias :
- Aguiar
- Alcáçovas
- Viana do Alentejo (freguesia) (pt) : Château de Viana do Alentejo